# Wendeburg
Wendeburg é um município da Alemanha localizado no distrito de Peine, estado de Baixa Saxônia.